# Celso José da Costa
Celso José da Costa (Congonhinhas, 7 avril 1949) est un mathématicien brésilien.

## Biographie
Il a obtenu son doctorat à l'Institut National de Mathématiques Pures et Appliquées à Rio de Janeiro, en décembre 1982, dans le domaine de la géométrie différentielle. 
Le résultat principal de sa thèse était la preuve de l'existence d'une surface minimale complète dans l'espace euclidien à trois dimensions, avec la topologie du tore moins trois points. Il a ensuite été post-doctorant à l'Université de Paris VII (de 1986 à 1987) puis professeur invité à l'Université de Chambéry (en 1987 et 1988) et à l'Université de Grenoble (en 1988 et 1989). 
Il a été Directeur de Recherches au CNRS en 1989. Il est actuellement professeur de l'Université Fédérale Fluminense, où il dirige un groupe de recherche en géométrie différentielle. Son activité de recherche se concentre principalement sur la construction et la classification des surfaces minimales complètes et immergées dans l'espace euclidien à trois dimensions, et, plus généralement, plein surfaces immergées dans des espaces de formes.